# Кокс-Базар (аеропорт)
Аеропорт Кокс-Базар (ІАТА: CXB, ІКАО: VGCB) (англ. — Cox's Bazar Airport) — аеропорт у Бангладеш, в місті Кокс-Базар.
Розташований на широті 21°27'07", довготі 91°57'50", висота над рівнем моря — 4 м.

## Авіакомпанії і міста призначення
- Biman Bangladesh Airlines (Читтагонг)
- GMG Airlines (Дака, Читтагонг)
- United Airways (Дака)
- Royal Bengal (Дака)

| Прапор Бангладеш | Це незавершена стаття про Бангладеш. Ви можете допомогти проєкту, виправивши або дописавши її. |